# Дарбазакент
Дарбазаке́нт, Дарвазакент (узб. Darvozakent/Дарвозакент) — оросительный канал (арык) в Юнусабадском тумане Ташкента, правый отвод канала Бозсу. Верхнее течение Дарбазакента используется в качестве обводного канала на Бозсуйской ГЭС.

## Этимология названия
Географ Н. Г. Маллицкий высказал предположение, что ташкентский гидроним Дарвазакент является искажением согдийского Дарвазакам — «арык ворот» или «ворота арыка». Такое название известно для участка канала Иски-Тюятартар (связующего реки Зеравшан и Санзар), где тот проходит через холмистую местность, образуя особенно глубокий овраг, потребовавший наиболее значительных земляных работ. Учёный предполагает, что в прошлом ташкентский канал мог аналогично пролегать среди холмов на правобережье Бозсу. Согласно его гипотезе, вторая часть названия со временем трансформировалась в кент, поскольку согдийское слово кам стало забытым и неясным для местных жителей. В доказательство Н. Г. Маллицкий приводит однозначно фиксируемый по историческим источникам переход древнего бухарского гидронима Шапуркам (по-согдийски — «арык Шапура») в современное, переосмысленное название Шафрикент.

## Географическое описание
Длина Дарбазакента составляет 2,22 км, из них 0,62 км приходятся на бетонное русло, 1,6 км — на земляное русло. Головное сооружение Дарбазакента рассчитано на забор 25 м³/с воды. Согласно энциклопедии «Ташкент», максимальная пропускная способность составляет 600 л/с; земли, орошаемые каналом, занимают площадь 245 га. По данным К. Холматова и П. Баратова, расход воды в канале составляет 700 л/с, в Юнусабадском тумане орошает территорию в 100 га.
Дарбазакент отходит вправо от канала Бозсу на участке в районе Ботанического сада. Проходит в общем западном направлении, приблизительно параллельно улице Чинобод, образуя небольшие изгибы. На начальном отрезке течения имеет широкое русло, которое затем резко сужается. В месте сужения Дарбазакент фактически разделяется на наземную (малую) и подземную (большую) части. 

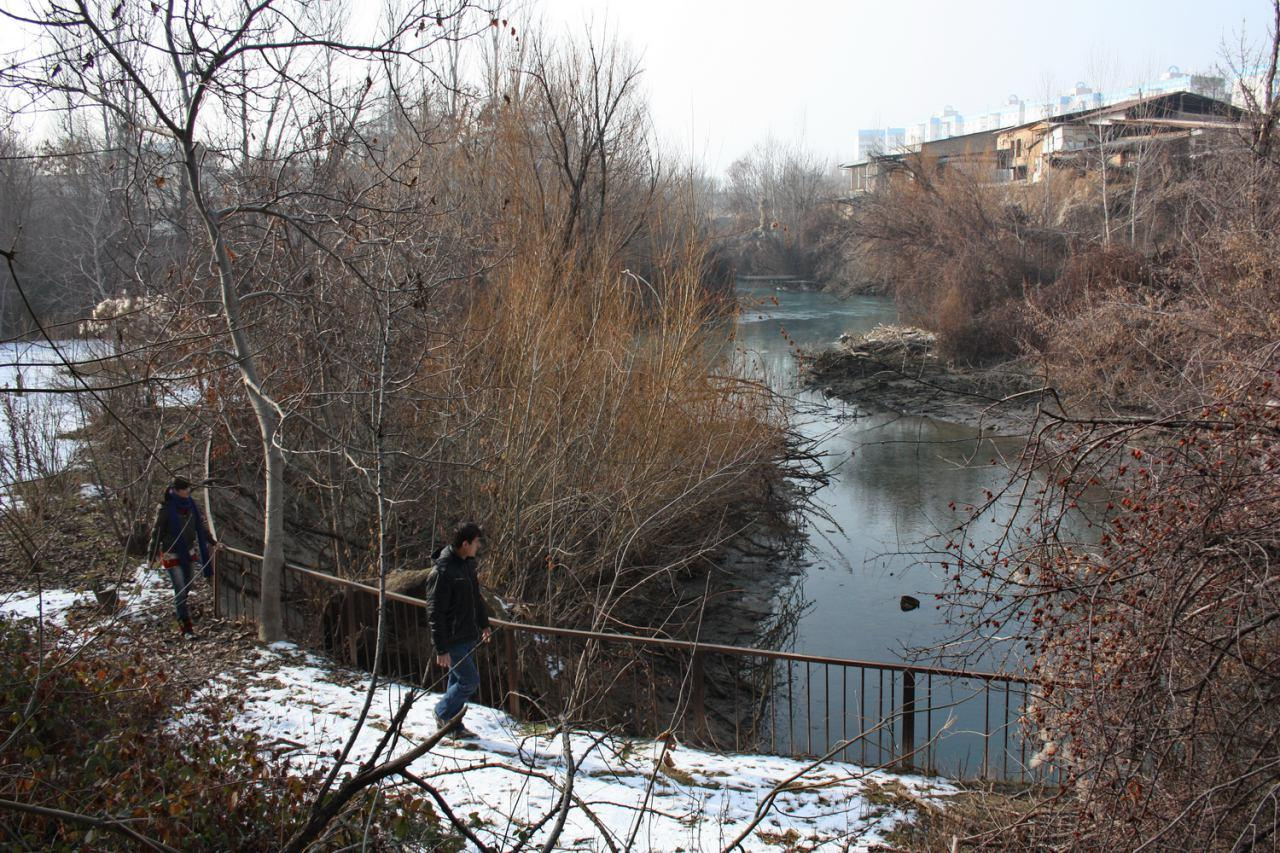
Впадение подземной части Дарбазакент в Бозсу

После сужения дважды пересекает железнодорожную линию Ташкент — Москва и, далее, улицу Амира Темура. За улицей Амира Темура поворачивает на северо-запад и подходит к улице Шахристон. За пересечением с улицей Шахристон разбирается на мелкие отводы.
Дарбазакент проходит 11 мостовых труб, в верхнем течении через него переброшены 3 моста.
В начале 1970-х годов для использования Дарбазакента в качестве обводного канала были построены тоннель, проходящий под железнодорожной линией и сооружение водосброса в Бозсу. Подземный участок выходит на поверхность недалеко от парка памяти жертвам репрессий, на территории бывшего туберкулёзного санатория.

## История
Дарбазакент является древним оросительным каналом. Он построен в период, предшествующий арабскому нашествию и входит в число арыков, практически одновременно отведённых из верхнего течения Бозсу для орошения земель между Бозсу и каналом Актепа. Эти арыки обеспечивали водой существенную территорию приташкентского региона на протяжении раннего средневековья и в последующие исторические периоды. Однако позднее Дарбазакент переводился на левый берег Бозсу через желоба.
В 1937 году Дарбазакент подвергся реконструкции. В начале 1970-х годов, в связи с реконструкцией Бозсу, Дарбазакент стал использоваться в качестве обводного канала для прохода дополнительных объёмов воды в районе Бозсуйской ГЭС. С этой целью был создан комплекс гидротехнических сооружений (голова канала, тоннельный переход, водосброс). Годы этих реконструкций могут указываться как время постройки канала.